# Anouk
Anouk Teeuwe, nota semplicemente come Anouk (L'Aia, 8 aprile 1975), è una cantante olandese.

## Biografia

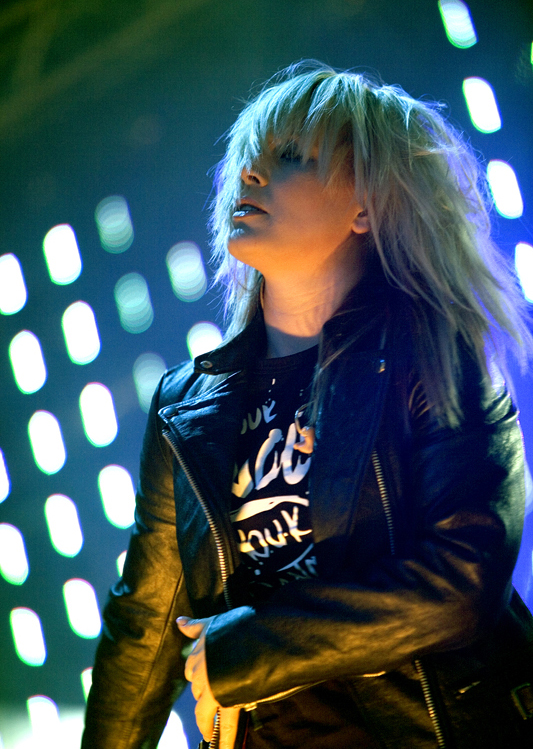
Anouk in scena nel 2006

Figlia di una cantante blues, comincia a cantare nel gruppo Shotgun Wedding. In seguito incontra Bart van Veen, il suo co-produttore che le scrive alcune nuove canzoni. Il 5 settembre 1997, pubblica il suo secondo singolo, Nobody's Wife, che rimane ai primi posti delle classifiche olandesi per un paio di settimane ricevendo certificazioni da vari paesi europei.
Lo stesso anno esce il suo album di debutto Together Alone che ottiene 4 dischi di platino. Nel 1998 vince due Awards dalla stazione musicale olandese TMF e l'Edison Award. Il suo secondo album, Urban Solitude (disco d'oro in Belgio e disco di platino in patria), esce nel novembre 1999, lanciato dal singolo R U Kiddin' Me che raggiunge la vetta della classifica olandese.
Nel 2001 esce il singolo Don't e nel febbraio inizia un tour nei Paesi Bassi. Il mese successivo pubblica il suo terzo album, Lost Tracks, contenente versioni acustiche delle canzoni degli altri album e vari duetti con la cantante dei K's Choice, Sarah Bettens. Lo stesso anno vince il Popprijs Award e ottiene il disco d'oro per l'album.
Nel novembre 2002 pubblica il quarto album, Graduated Fool e intraprende il Graduated Fool Tour. Nel 2003 vince un Golden Harp. Nel 2004 pubblica il suo quinto album, Hotel New York (3 dischi di platino nei Paesi Bassi) da cui vengono estratti quattro singoli: Girl, Lost, Jerusalem e One Word. Nel 2007 pubblica l'album di inediti Who's Your Momma, anch'esso certificato platino, e l'anno seguente il doppio album live Live at Gelredome (certificato oro).
Il 18 settembre 2009 è stato pubblicato l'album For Bitter or Worse. Il 20 maggio 2011 esce l'album To Get Her Together, lanciato dai singoli Killer Bee e Down and Dirty. Questi ultimi due album hanno ottenuto vari dischi di platino in patria.
Anouk ha rappresentato il suo paese all'Eurovision Song Contest 2013, con il brano Birds posizionandosi nona, riportando i Paesi Bassi in finale (cosa che non accadeva dal 2004).
Il 4 marzo 2016 pubblica il suo undicesimo album Queen for a Day (disco d'oro), sotto l'etichetta Goldilox (Universal Music Group).

## Vita privata
È stata sposata con Remon Stotijn del gruppo hip hop Postmen, ed ha sei figli: Benjahmin Kingsley (18 aprile 2002), Elijah Jeramiah (5 dicembre 2003), Phœnix Ray (3 giugno 2005) e Jesiah Dox, nato nel 2010 dalla sua breve relazione con il rapper Unorthadox. A marzo 2014, Anouk annuncia di essere in attesa del suo quinto figlio, il cui padre è Seraino Dalgliesh. Il piccolo Sion Jethro è nato a giugno 2014. A gennaio 2016 rende nota una nuova gravidanza e a giugno partorisce una bambina, Jelizah Rose, avuta dal lottatore di arti marziali miste ed ex cestista Dominique Schemmekes.

## Discografia

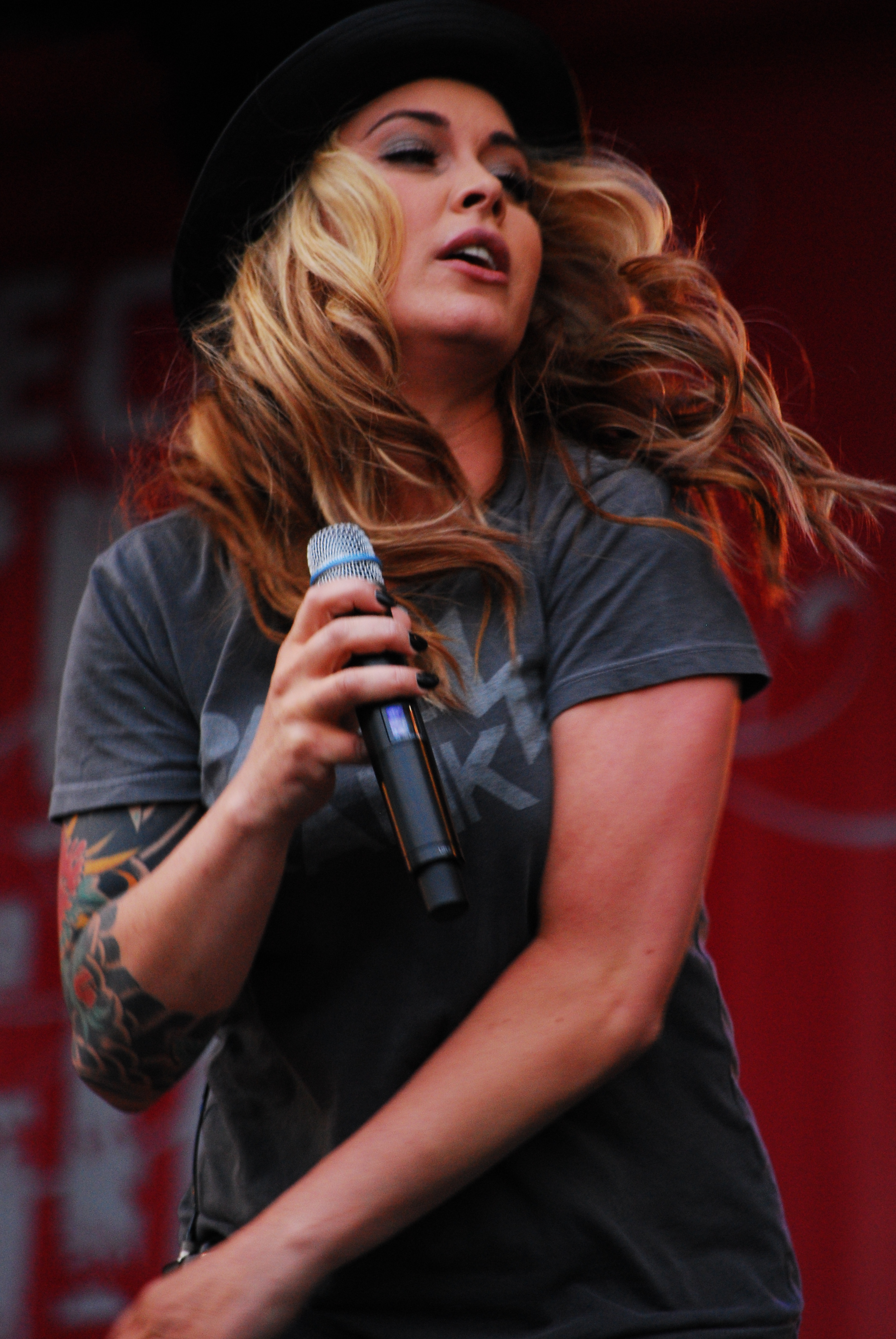
Anouk (2008)

### Album in studio
- 1997 - Together Alone
- 1999 - Urban Solitude
- 2001 - Lost Tracks
- 2002 - Graduated Fool
- 2004 - Hotel New York
- 2007 - Who's Your Momma
- 2009 - For Bitter or Worse
- 2011 - To Get Her Together
- 2013 - Sad Singalong Songs
- 2014 - Paradise and Back Again
- 2016 - Queen for a Day
- 2016 - Fake It Til We Die
- 2018 - Wen D'r Maar Aan
- 2022 - Trails of Fails

### Album live
- 2003 - Update
- 2006 - Anouk Is Alive
- 2008 - Live at Gelredome

### Singoli
Da Together Alone
- Mood Indigo
- Nobody's Wife
- It's So Hard
- Sacrifice

Da Urban Solitude
- R U Kiddin' Me
- The Dark
- Don't
- Michel

Da Graduated Fool
- Everything
- I Live for You
- Hail
- Margarita Chum

Da Hotel New York
- Girl
- Lost
- Jerusalem
- One Word

Da Who's Your Momma
- Good God
- I Don't Wanna Hurt
- Modern World
- If I Go

Da For Bitter Or Worse
- Three Days in a Row
- Woman
- For Bitter or Worse
- Lovedrunk

Da To Get Her Together
- Killer Bee'
- Down & Dirty
- I'm a Cliche
- Save Me
- What Have You Done

### Videografia
- 2001 - Lost Tracks [DVD+CD]
- 2002 - The Music Videos
- 2004 - Close-up
- 2006 - Anouk Is Alive (28 aprile, 2006)

## Premi e riconoscimenti
1998
- TMF Awards:
  - Best New Single (Nobody's Wife)
  - Best Newcoming act

1999
- Edison Awards: 2 awards
- TMF Awards: 4 awards

2000
- TMF Awards:
  - Best Single, Best Female
  - Best Live Act
  - Best Videoclip
- Edison Awards:
  - Best Female Artist (pubblico)
  - Best Artist (giuria)

2001
- Edison Awards: Best Single

2002
- Noorderslag Popprijs 2001

2003
- Golden Harp 2003
- Edison Awards: Best Dutch Female
- TMF Awards: Best Female

2005
- 3FM Radio Awards:
  - Best Female, Schaal van Rigter: Best Single Girl
  - Duiveltje
- Dutch TMF Awards: Best Female National
- Belgium TMF Awards:
  - Best Female Artist International
  - Best Album International
  - Best Video International
- MTV Awards: Best Dutch/Belgium Act
- umo's Pop Poll 2005 Belgium: Best Female and Single International Girl

2006
- 3FM award Best Female
- Edison Award: Best Dutch Female
- Dutch TMF Awards:
  - Best Female National
  - Best Rock Act
  - Best Video, Postmen ft. Anouk Downhill
- Belgium TMF Awards:
  - Best Live Act International